# Valencia–Alicante-vasútvonal
A Valencia–Alicante-vasútvonal egy 1668 mm nyomtávolságú, kétvágányú, 3 kV egyenárammal villamosított vasútvonal Spanyolországban Valencia és Alicante között.  Maximális sebesség a vonatoknak 160 km/h.
Tulajdonosa az ADIF, a járatokat az RENFE üzemelteti.